# Suleiman Nyambui
Suleiman Nyambui (ur. 13 lutego 1953) – tanzański biegacz, zdobywca srebrnego medalu w biegu na 5000 m z Letnich Igrzysk Olimpijskich w Moskwie oraz brązowego medalu igrzysk afrykańskich z Algieru w tejże konkurencji.